# Cantó de Mamoudzou-2
El cantó de Mamoudzou-2 és un cantó francès del departament d'ultramar de Mayotte. Abasta part del municipi de Mamoudzou.

## Història
| Data d'elecció                           | Identitat                  | Partit                                  | Qualitat |
| ---------------------------------------- | -------------------------- | --------------------------------------- | -------- |
| -2008                                    | Chihabouddine Ben Youssouf | Divers gauche                           |          |
| 2008-                                    | Zaïdou Tavanday            | Independent, més endavant Divers droite |          |
| les dades anteriors no són pas conegudes |                            |                                         |          |